# Judge Smith
Judge Smith, nato Christopher John Judge Smith (Inghilterra, 1948), è un cantante, compositore e percussionista britannico.
Noto per essere stato il fondatore della band di rock progressivo Van der Graaf Generator, nonostante ne abbia fatto parte solamente nel biennio 1967-1968.

## Discografia

### Album in studio
- 1991 - Democrazy
- 1993 - Dome Of Discovery
- 2000 - Curly's Airships
- 2005 - The Full English
- 2006 - The Vesica Massage
- 2008 - Long-Range Audio Device
- 2010 - The Climber
- 2011 - Orfeas
- 2013 - Zoot Suit
- 2016 - Requiem Mass